# Route nationale 730
Die Route nationale 730, kurz N 730 oder RN 730, war eine französische Nationalstraße, die von 1933 bis 1973 zwischen Royan und Montpon-Ménestérol verlief. Ihre Länge betrug 128 Kilometer.